# 津留宏
津留 宏（つる ひろし、1915年（大正4年） - 1982年（昭和57年）10月13日）は、日本の心理学者。神戸大学名誉教授。発達心理学、青年心理学専攻。

## 来歴
東京生まれ。東京文理科大学心理学科卒。神戸大学教育学部助教授、教授、1979年定年退官、名誉教授。

## 著書
- 『一少女の成長を見る 教育心理学的考察』 秀英出版 1950年
- 『女子青年心理学』 明治図書出版 1951年
- 『事例研究法』 黎明書房 1953年 (現代教育新書)
- 『家族の心理』 金子書房 1953年
- 『日本の母子関係 その心理的な問題』 黎明書房 1958年 改題「古い母・新しい母」
- 『青年期 その生活と心理』 社会思想研究会出版部 1959年 (現代教養文庫)
- 『高校生の生活と心理』 大日本図書 1965年 (現代心理学ブックス)
- 『自己を育てる』 大日本図書 1965年 (青年の心理)
- 『教員養成論 よい教師とは何か』 1978年8月 (有斐閣新書)
- 『青年と人生 手記による心の分析』 津留宏著作集 日本文化社 1980年3月
- 『一少女の成長 小さな魂の記録の分析』 ナツメ社 1980年7月
- 『高校生の心理 高校時代をどう生きる』 大日本図書 1981年2月 (現代心理学ブックス)
- 『発達的人間論 樹から下りたサルの運命』 1981年8月 (有斐閣選書)

## 共編著
- 『手記 青年の人生探求』 岡本重雄共著 同学社 1955年
- 『青年期心理学』 岡本重雄共著 朝倉書店 1957年
- 『現代青年の悩み』 西平直喜共著 依田新編 大日本図書 1968年 (心理学入門講座 新版
- 『青年心理学』 1970年 (有斐閣双書)
- 『性差心理学』 朝倉書店 1970年 (現代心理学シリーズ)
- 『結婚心理学』 泉ひさ共著 朝倉書店 1975年 (現代心理学シリーズ)
- 『概説心理学』 小嶋秀夫共編 1976年 (有斐閣選書)
- 『教職心理学講座 3 青年心理学』 第一法規出版 1981年4月

## 論文
- 「青年に於ける憧憬の心理」 『心理学研究』 第17巻 2輯 1942
- 「師範学校生徒の教員志望意識」 『社会と学校』 第11巻 1号 1947
- 「青年前期における男女の差異」 『児童心理』 第2巻 4号 1948
- 「交友関係の発達的考察」 『児童心理』 第3巻 8号 1949
- 「性教育に関する一考察」 『ガイダンス』 第1巻 4号 1949
- 「環境の心理」 『教育大学講座 30. 教育心理学』 金子書房 1950
- 「青年と家庭生活」 『青少年の指導』 金子書房 1950
- 「青年と異性」 『青年心理』 第1巻 1号 1950
- 「学級の教育心理学的考察」 『カリキュラム』 第40号 1952
- 「家族社会の心理」 『教育心理学講座 7. 社会教育の心理』 金子書房 1954
- 「事例研究法」「青年心理学 III. 性意識」 『教育研究事典』　金子書房 1954
- 「友人関係」 『青年心理学講座 5. 恋愛と結婚』 金子書房 1955
- 「ギャング・エージ」 『児童心理』 第10巻 7号 1956
- 「家族呼称から見た家族関係」 『教育心理学研究』 第4巻 1号 1956
- 「子どもからみた家庭生活」 桂広介編 『児童心理選書 4. 子どものものの見方』 金子書房 1957
- 「家庭環境」 『現代教育心理学大系 7. 学習の診断と治療』 中山書店 1957
- 「親子関係の診断」 『性格心理学講座 3. 性格診断の技術』 金子書房 1960
- 「小集団の相互評価のずれによるパーソナリティの研究」 『教育心理学研究』 第10巻 2号 1962
- 「成人特性の発達-青年期の終期測定の研究 I II 」 『教育心理学研究』 第11巻 4号 1963 - 第12巻 4号 1964
- 「鏡映描写による成人の適応能力の研究」 『神戸大学教育学部研究集録』 第31集 1964
- 「成人度の発達とその規定要因」 依田新編 『現代青年の人格形成』 金子書房 1968
- 「青年期の社会的意義」 『現代青年心理学講座 2. 青年期の比較文化的考察』 金子書房 1973
- 「おとなになるとはどういうことか」 『現代青年心理学講座 3. 青年期の発達的意義』 金子書房 1973